# Trzcińskie
Trzcińskie – wieś w Polsce położona w województwie podlaskim, w powiecie kolneńskim, w gminie Turośl.
Przez miejscowość przebiega droga wojewódzka nr 647.
Wierni kościoła rzymskokatolickiego należą do parafii Parafia św. Jana Chrzciciela w Turośli.

## Historia
Na przełomie lat 1783/1784 wieś, zapisana jako Trzcinki leżała w parafii Kolno, dekanat wąsoski diecezji płockiej. Przynależała do Leśnictwa Kupiskiego pod zarządem księcia Augusta Sułkowskiego, wojewody poznańskiego.
W latach 1921–1939 wieś leżała w województwie białostockim, w powiecie kolneńskim (od 1932 w powiecie ostrołęckim), w gminie Turośl.
Według Powszechnego Spisu Ludności z 1921 roku wieś zamieszkiwało 88 osób w 16 budynkach mieszkalnych. Miejscowość należała do parafii rzymskokatolickiej w m. Turośli. Podlegała pod Sąd Grodzki w Kolnie i Okręgowy w Łomży; właściwy urząd pocztowy mieścił się w m. Turośl, a urząd z dostępem do telefonu m. Kolno.
W wyniku agresji Niemiec we wrześniu 1939, miejscowość znalazła się pod okupacją i do stycznia 1945 była przyłączona do III Rzeszy i znalazła się w strukturach Landkreis Scharfenwiese (ostrołęcki) w rejencji ciechanowskiej (Regierungsbezirk Zichenau) Prus Wschodnich.
We wsi znajdują się niemieckie schrony bojowe z lat 1940–1941 wraz z widocznym systemem okopów. Schron typu Heinrich leży przy samej szosie. Strzegł przebiegającej tamtędy linii kolejki wąskotorowej.
W latach 1975–1998 miejscowość administracyjnie należała do województwa łomżyńskiego.

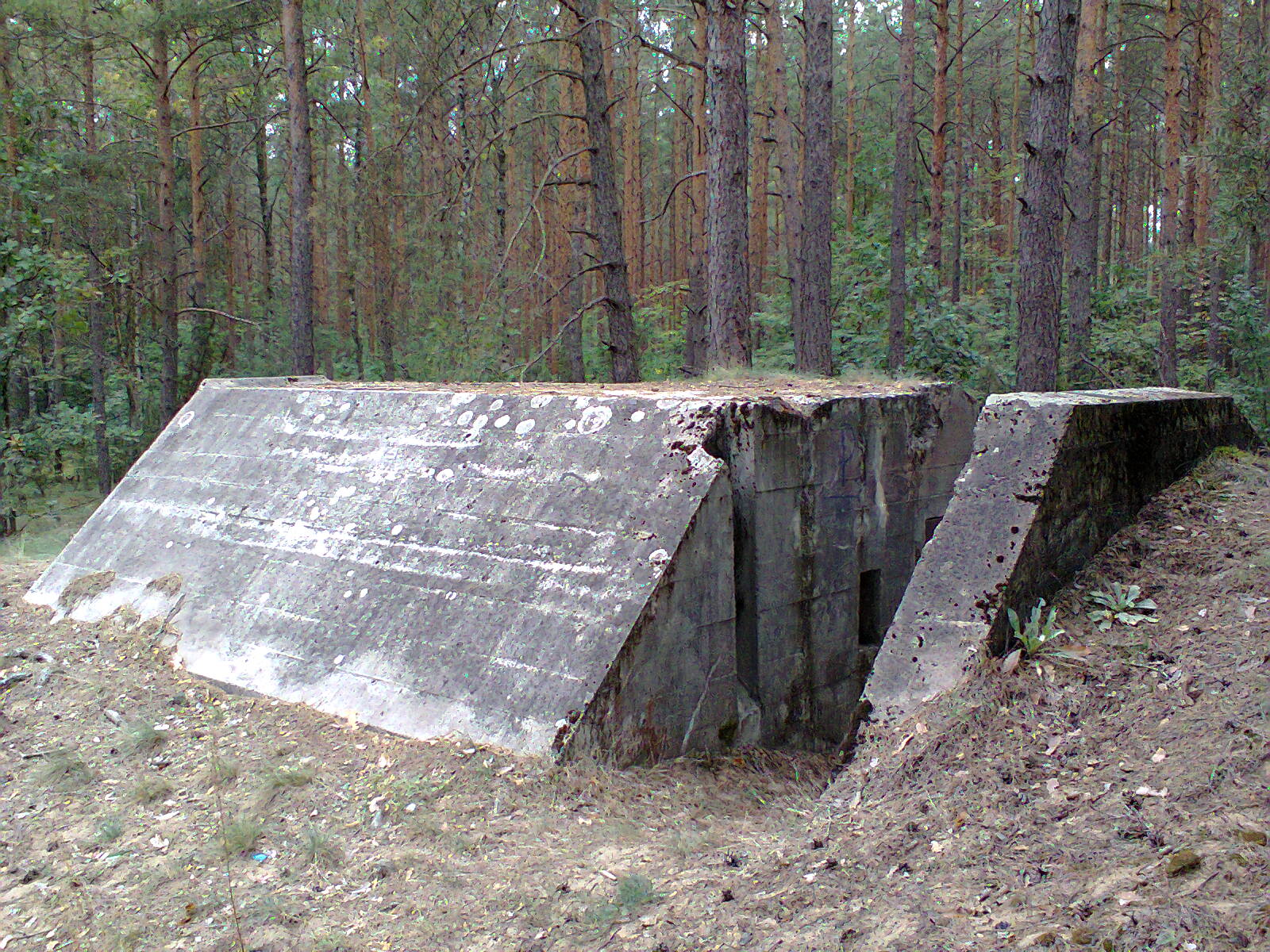
Jeden z niemieckich schronów zlokalizowany przy drodze Turośl - Ptaki.